# Джелалабад
Джелалаба́д (Джелал-Абад) (пушту جلالكوټ, дарі جلالآباد Jalâlâbâd) — місто й адміністративний центр провінції Нангархар в Афганістані.
Транспортний і торговельно-розподільчий пункт (сільськогосподарської продукції) на шляху Кабул—Пешавар (Пакистан), поблизу річки Кабул.
Заснований могольським імператором Джелаладіном Акбаром у 1570 році.
У вересні 1979 року в Кабулі було здійснено замах на тодішнього прем'єр-міністра Афганістану Хафізулу Аміна. Член ЦК Народно-демократичної партії Афганістану Саідовуд Тарун, який був тоді разом з Аміном, закрив Аміна своїм тілом і загинув, але сам Амін вцілів і розправився зі своїми ворогами. Після цього місто Джелалабад було перейменовано на честь Саідовуда Таруна в Таруншехр «місто Таруна». Однак вже наприкінці грудня 1979 року Аміна було скинуто та вбито радянськими військами, що вторглися у Афганістан, а Таруншехру була повернута його історична назва Джелалабад.
У 1989 році за місто розгорнулись запеклі бої між душманами (під командуванням Гульбеддіна Хекматіяра) та армією режиму Наджибулли.
Поблизу Джелалабада збереглись залишки буддійських споруд I—VII століть.
Населення міста становить близько 168 000 осіб (2004).

## Галерея

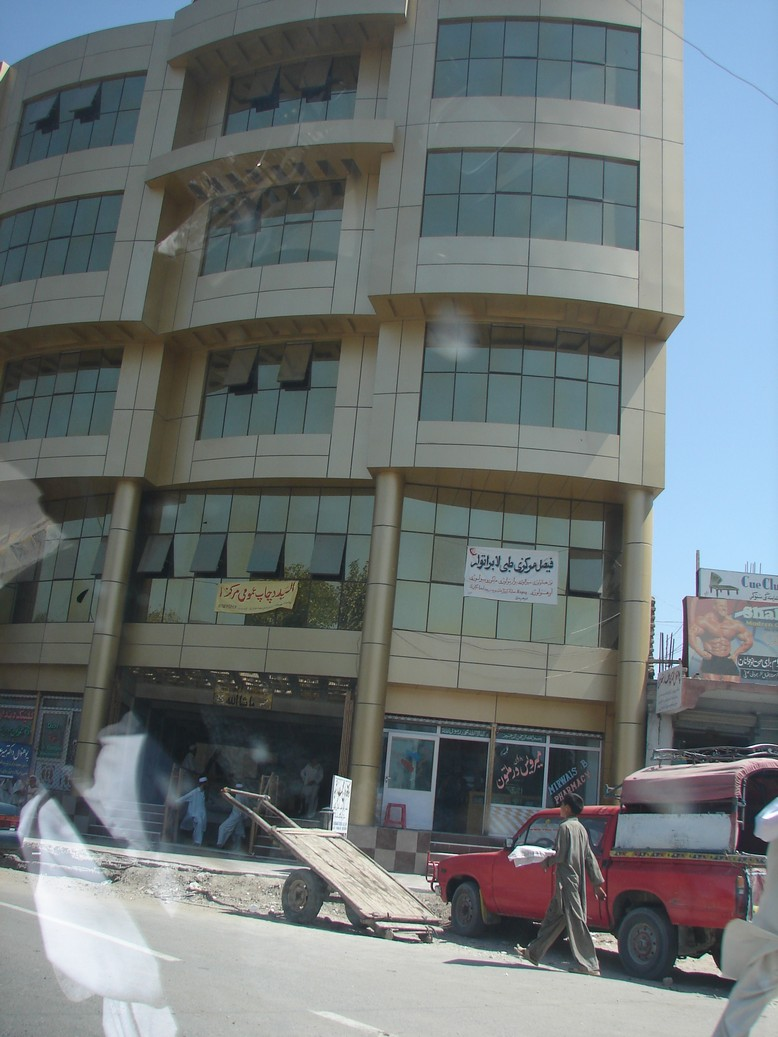
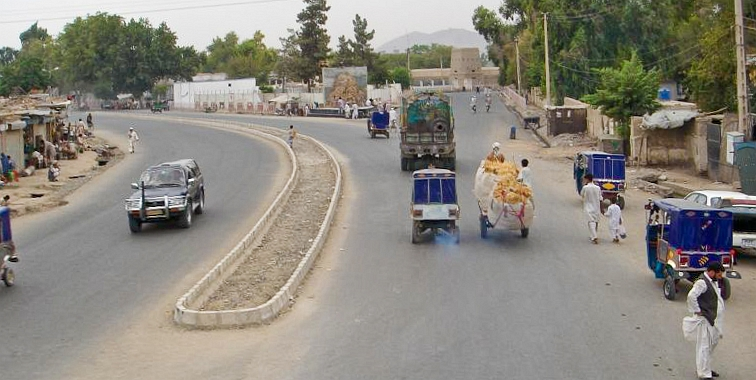

## Клімат
Місто знаходиться у зоні, котра характеризується кліматом помірних степів та напівпустель. Найтепліший місяць — червень із середньою температурою 32.8 °C (91 °F). Найхолодніший місяць — січень, із середньою температурою 9.4 °С (49 °F).
| Клімат Джелалабада      | Клімат Джелалабада | Клімат Джелалабада | Клімат Джелалабада | Клімат Джелалабада | Клімат Джелалабада | Клімат Джелалабада | Клімат Джелалабада | Клімат Джелалабада | Клімат Джелалабада | Клімат Джелалабада | Клімат Джелалабада | Клімат Джелалабада | Клімат Джелалабада |
| Показник                | Січ.               | Лют.               | Бер.               | Квіт.              | Трав.              | Черв.              | Лип.               | Серп.              | Вер.               | Жовт.              | Лист.              | Груд.              | Рік                |
| Абсолютний максимум, °C | 22                 | 28                 | 31                 | 38                 | 41                 | 47                 | 46                 | 48                 | 44                 | 37                 | 32                 | 23                 | 48                 |
| Середній максимум, °C   | 16                 | 18                 | 22                 | 26                 | 33                 | 40                 | 40                 | 38                 | 35                 | 30                 | 22                 | 16                 | 28                 |
| Середня температура, °C | 9                  | 12                 | 16                 | 19                 | 25                 | 32                 | 32                 | 32                 | 28                 | 22                 | 14                 | 9                  | 21                 |
| Середній мінімум, °C    | 2                  | 6                  | 10                 | 13                 | 17                 | 25                 | 25                 | 26                 | 22                 | 14                 | 6                  | 2                  | 14                 |
| Абсолютний мінімум, °C  | −4                 | −2                 | 3                  | 6                  | 11                 | 17                 | 20                 | 17                 | 11                 | 5                  | −2                 | −5                 | −5                 |
| Норма опадів, мм        | 20                 | 20                 | 40                 | 50                 | 20                 | 0                  | 0                  | 0                  | 0                  | 0                  | 10                 | 20                 | 220                |
| Днів з дощем            | 1                  | 1                  | 3                  | 4                  | 2                  | 0                  | 0                  | 0                  | 0                  | 0                  | 1                  | 2                  | 19                 |
| Вологість повітря, %    | 70                 | 51                 | 66                 | 58                 | 42                 | 40                 | 50                 | 59                 | 66                 | 61                 | 65                 | 63                 | 58                 |
| ----------------------- | ------------------ | ------------------ | ------------------ | ------------------ | ------------------ | ------------------ | ------------------ | ------------------ | ------------------ | ------------------ | ------------------ | ------------------ | ------------------ |
| Джерело: Weatherbase    |                    |                    |                    |                    |                    |                    |                    |                    |                    |                    |                    |                    |                    |